# قويتو
قويتو ( مانتوفانو العليا : Gùit )، هي بلدية تخدم 10،005 نسمة في مقاطعة مانتوفا في لومباردي. تقع على بعد 20 كيلومترًا (12 ميلًا) شمال مانتوفا على الطريق المؤدي إلى بريشيا وبحيرة غاردا. تقع البلدية على الضفة اليمنى لنهر مينشيو عند تقاطع رئيسي. قويتو (وهي مسقط رأس سورديللو [الإنجليزية]) هي جزء من المنطقة التاريخية المعروفة باسم Alto Mantovano (مانتوان العليا) وكانت ذات يوم موقعًا لقلعة شهيرة.

## تاريخ
أُسست كمستعمرة رومانية في بدايات القرن الثاني قبل الميلاد كموقع دفاعي على معبر مينشيو على طريق فيا بوستوميا من كريمونا إلى فيرونا . في أواخر القرن الخامس الميلادي، بعد سقوط الإمبراطورية الرومانية الغربية ، أصبحت قلعة حصن للقوط الشرقيين ، الذي من الممكن اشتق الاسم الحالي منهم. في وقت لاحق غُزوت من قبل اللومبارديين والفرنجة .
في وقت لاحق في العصور الوسطى، احتفظت بها عائلة كانوسا كجزء من الإمبراطورية الرومانية المقدسة ، ثم اسست نفسها كمدينة حرة . في القرن الخامس عشر، كانت قويتو محل تنافس بين عائلتي فيسكونتي وغونزاغا ، بعد معركة دارت في 14 يونيو 1453 ، أصبحت ملكًا لماركيز لودوفيكو الثالث غونزاغا . بنى مسكنًا (عمل فيه الرسام أندريا مانتينيا في 1463 – 64) ، و جدد التحصينات وبنى قناة نافيجليو دي جويتو ، و مات بسبب مرض الطاعون في عام 1478. بقيت قويتو على نفس ازدهارها تحت حكم الدوقات جوجليلمو وفينسينزو الأول غونزاغا .
بعد ما انهارت سيادة غونزاغا، وضُربت بزلزال في 5 يوليو 1693 ، في عام 1708 ضُمت إلى دوقية ميلانو النمساوية. و في أواخر القرن الثامن عشر استولى عليها الفرنسيون ثم استعادوها النمساويون فيما بعد. اثناء حرب الاستقلال الإيطالية الأولى ، فازت قوات بيدمونت في معركتين (8 أبريل و 30 مايو 1848 ، تسمى معركة جويتو ) على النمساويين .
ثم أصبحت جزء من إيطاليا بعد حرب الاستقلال الإيطالية الثانية .

## المدن التوأم
- Baienfurt, Germany, since 2005